# Neritilia
Neritilia é um género de gastrópode  da família Neritidae.
Este género contém as seguintes espécies:
- Neritilia bisinuata
- Neritilia cavernicola Kano & Kase, 2004
- Neritilia consimilis Martens, 1897
- Neritilia hawaiiensis Kay, 1979
- Neritilia littoralis Kano, Kase & Kubo, 2003
- Neritilia manoeli (Dohrn, 1866)
- Neritilia margaritae Pérez-Dionis, Espinosa & Ortea, 2010
- Neritilia mimotoi Kano, Sasaki & Ishikawa, 2001
- Neritilia traceyi (Ladd, 1965)
- Neritilia panamensis Morrison, 1946
- Neritilia pusilla (C.B. Adams, 1850)
- Neritilia rubida (Pease, 1865)
- Neritilia succinea (Récluz, 1841)
- Neritilia vulgaris Kano & Kase, 2003